# Luis Echeverría Álvarez, Veracruz
Luis Echeverría Álvarez är en ort i Mexiko.   Den ligger i kommunen Tres Valles och delstaten Veracruz, i den sydöstra delen av landet, 300 km öster om huvudstaden Mexico City. Luis Echeverría Álvarez ligger 52 meter över havet och antalet invånare är 282.
Terrängen runt Luis Echeverría Álvarez är platt. Runt Luis Echeverría Álvarez är det ganska tätbefolkat, med 139 invånare per kvadratkilometer. Närmaste större samhälle är Rancho Grande, 8,6 km väster om Luis Echeverría Álvarez. Trakten runt Luis Echeverría Álvarez består till största delen av jordbruksmark.